# Horbaef
| H | Hr · r | bA | f |

| H | Hr · r | bA | f |

Horbaef byl staroegyptský princ ze 4. dynastie, syn krále Chufua.
Horbaef byl synem faraóna Chufua a neznámé ženy. Oženil se se svou sestrou Meresanch II. a měli spolu dvě dcery, Nefertkau III. a Nebty-tepites. Meresanch II. měla také syna Džaty, toho měla ale pravděpodobně se svým druhým manželem, kterého si vzala poté, co ovdověla. Po Horbaefově smrti si vzala buďto Radžedefa, nebo Rachefa. Džaty měl titul „Syn krále“, což může dokazovat, že byl synem až jejího druhého manžela, který byl král, zatímco Horbaef byl pouze princ.
Horbaef byl pohřben v mastabě G 7410-7420 v Gíze. Meresanch zde byla také pohřbena.